# NATO (альбом)
NATO — восьмой студийный альбом словенской индастриал-группы Laibach. Вышел в свет 10 октября 1994 года. Все песни являются кавер-версиями, имеют тематику войны и посвящены, в частности, жертвам югославских войн.

## Список композиций
1. «Nato» (НАТО) — 5:45 (оригинал — «Марс, вестник войны» Густава Холста)
2. «War» (Война) — 4:10 (оригинал — The Temptations и Эдвин Старр)
3. «The Final Countdown» (Обратный отсчёт) — 5:40 (оригинал — Europe)
4. «In the Army Now» (Сейчас в армии) — 4:31 (оригинал — Bolland & Bolland, перепевка — Status Quo)
5. «The Dogs of War» (Псы войны) — 4:43 (оригинал — Pink Floyd)
6. «Alle gegen alle» (Все против всех) — 3:52 (оригинал — Deutsch-Amerikanische Freundschaft)
7. «National Reservation» (Национальная резервация) — 3:46 (оригинал — «Indian Reservation» (Индейская резервация), Paul Revere & the Raiders)
8. «In the Year 2525» (В 2525 году) — 3:48 (оригинал — Zager and Evans)
9. «Mars on River Drina» (Марш на реке Дрине) — 4:48 (оригинал — «Marš na Drinu» Станислава Бинички)